# Худде, Иоганн
Иога́нн Ху́дде (в части русских источников его называют Гудде или Хюдде, нидерл. Johannes van Waveren Hudde, латинизированное Huddenius; 23 апреля 1628, Амстердам — 15 апреля 1704, там же) — нидерландский математик, инженер и государственный деятель Золотого века Нидерландов. Ученик ван Схотена. Основные труды развивают идеи декартовой аналитической геометрии, они посвящены решению алгебраических уравнений и теории экстремальных значений в математическом анализе.

## Биография
Иоганн Худде родился 23 апреля 1628 года в аристократической семье Геррита Худде (нидерл. Gerrit Hudde), зажиточного торговца, представлявшего Амстердам в правлении Голландской Ост-Индской компании, и Марии Йонас де Витсен (нидерл. Maria Jonas de Witsen). Учился в Лейденском университете, где изучал правоведение (окончил обучение около 1648 года). С 1654 года брал частные уроки математики у своего учителя Франса ван Схотена. Изучал «Геометрию» Декарта в составе организованной ван Схотеном в Лейдене исследовательской группы, занимавшейся дальнейшей разработкой созданной Декартом аналитической геометрии. В период 1658—1663 Худде продолжил своё образование во Франции.
В 1663 году Худде вернулся в Амстердам. В амстердамском городском управлении, в которое он вступил в 1667 году, Худде занимал последовательно должности члена магистрата, судьи и (после убийства Яна де Витта и разгона старой магистратуры) одного из четырёх бургомистров. На этом посту он проработал 30 лет и пользовался большим влиянием, имел прочную репутацию бескорыстного и честного человека. Подобно отцу, он руководил также делами Голландской Ост-Индской компании. В политическом отношении придерживался умеренных взглядов. В 1680 году он стал советником Адмиралтейства Амстердама.
В 1673 году Худде женился на дважды вдове Деборе Блау (Debora Blaeuw, 1629—1702), благодаря которой получил титул «heer van Waveren». Детей у них не было.
Совместно с другим бургомистром, Николаасом Витсеном, Худде поддержал философа Балтазара Беккера, борца с «ведьмовскими процессами». После выхода в свет книги Беккера «Заколдованный мир» (1691), где он заявлял, что «наделять Дьявола столь большим могуществом есть глупость и грех перед Господом», на автора ополчились экстремистски настроенные немецкие и нидерландские богословы. Беккер был снят с должности пастора, но амстердамский магистрат продолжал выплачивать ему жалованье.
Иоганн Худде скончался в Амстердаме в 1704 году.

## Научная деятельность

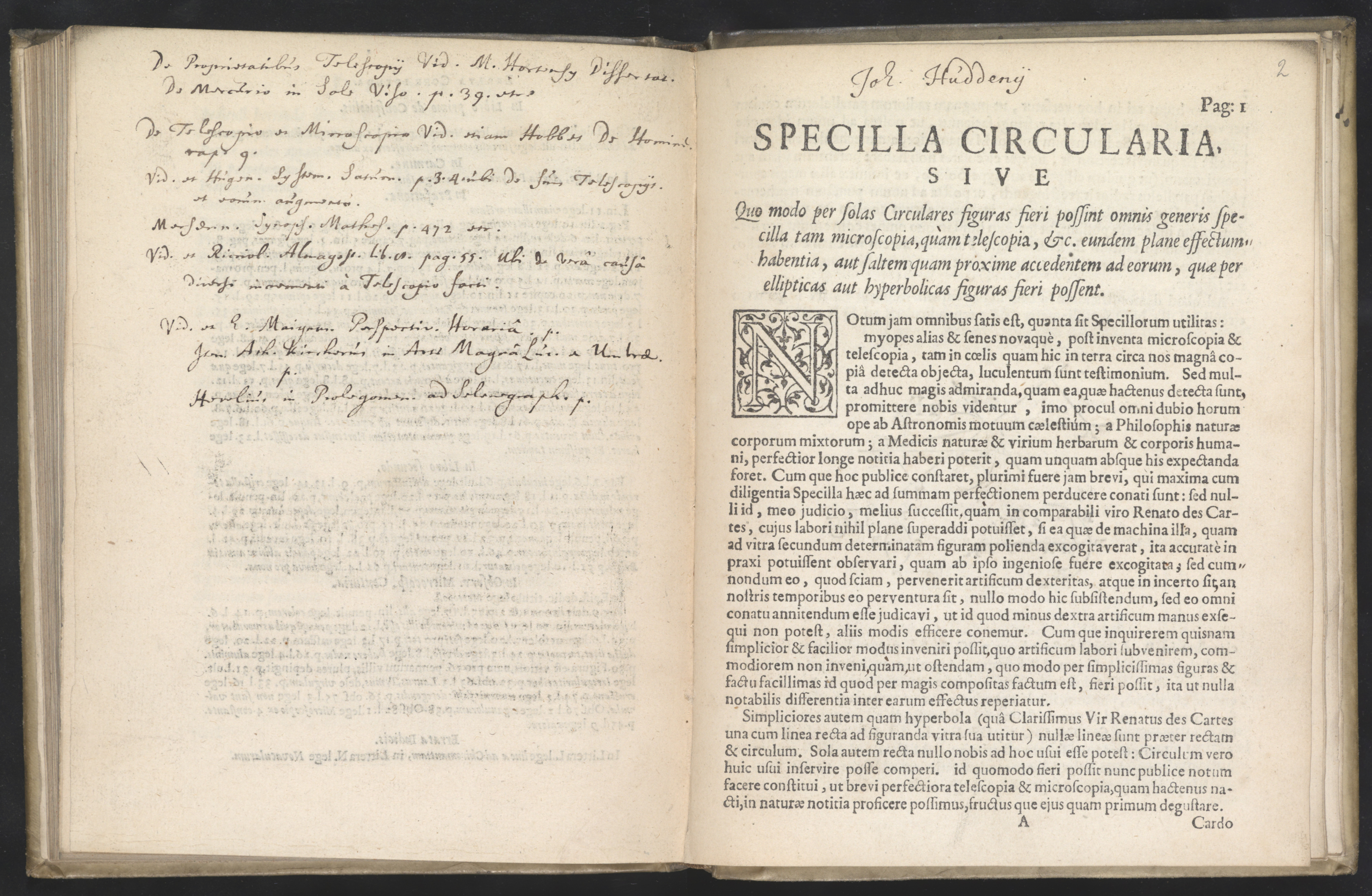
Specilla circularia, Иоганн Худде, 1656

Худде вёл активную переписку с Гюйгенсом, Иоганном Бернулли, Ньютоном и Лейбницем. Ньютон и Лейбниц неоднократно упоминали имя Худде и использовали некоторые из его идей в своей работе по созданию математического анализа. После 1663 года Худде практически прекратил математические исследования, за исключением статистических (см. ниже).
Математической периодики тогда ещё не существовало, поэтому результаты своих исследований Худде излагал в письмах к своему учителю, лейденскому профессору Франсу ван Схотену. Из них два исследования (относившиеся ещё ко времени студенчества Худде) были переведены Схотеном на латинский язык и в 1659 году напечатаны в его издании «Геометрии» Декарта под заглавиями «De reductione aequationum» (написано в июле 1657 года) и «De maximus et minimis» (написано в январе 1658 года).
В первом из этих исследований Худде под термином «reductio» подразумевал разложение многочлена в левой части алгебраического уравнения на множители. Данное исследование содержало изложенный в современном стиле способ решения кубических уравнений и первое правило Худде — правило нахождения кратных корней многочлена как (в современной терминологии) общих корней самого многочлена и его производной.
Во втором исследовании Худде предлагает второе правило Худде, используемое при нахождении локальных экстремумов алгебраического многочлена и представляющее собой модификацию леммы Ферма.
В отличие от Декарта и Виета, Худде допускал для буквенных обозначений как положительные, так и отрицательные значения. Тем самым был сделан решающий шаг к легализации отрицательных чисел и существенному обобщению символической алгебры.
По свидетельству Лейбница, посетившего в 1676 году Худде, последний много занимался определением уравнения линии по данным её точкам и, по его собственным словам, будто бы был в состоянии найти уравнение контуров изображения лица каждого человека. Третьим письмом Худде, попавшим в печать, было также направленное Ф. ван Схотену (в 1659 году) письмо, предметом которого был метод касательных (напечатано в 1713 году в «Journal litteraire»).
Лейбниц также сообщил, что Худде нашёл ряд Меркатора (разложение {\displaystyle \ln(1+x)} в ряд) в 1656 году, то есть ранее самого Меркатора, и ранее Ньютона получил формулы интерполирования.

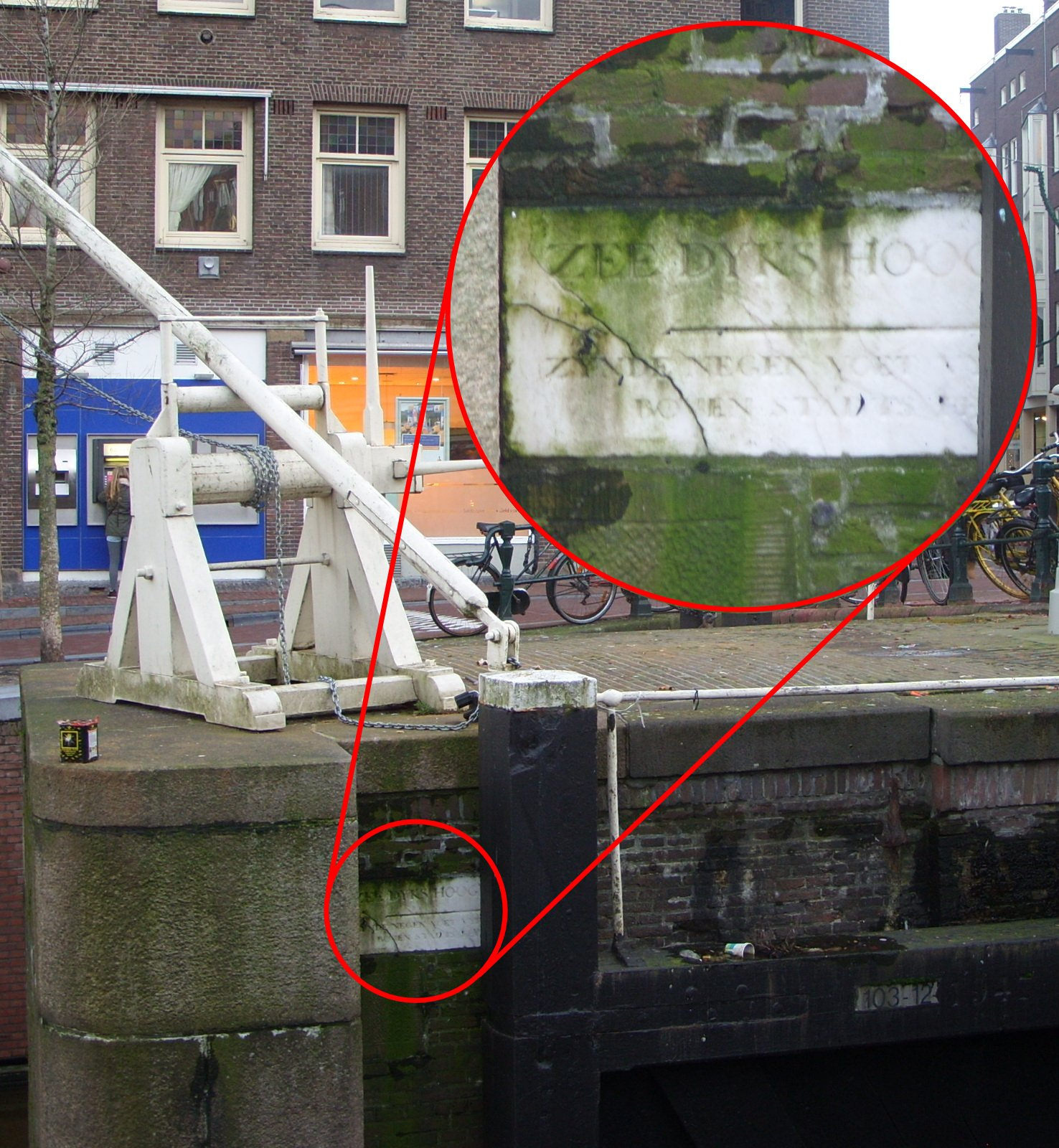
Единственный сохранившийся до наших дней «камень Худде» (в красном кружке)

Худде нашёл максимальную ширину декартова листа.
Худде занимался также теорией вероятностей и демографической статистикой. Совместно с Яном де Виттом он (одним из первых) составил в 1671 году таблицы смертности и использовал их для вычисления размеров пожизненной ренты.

## Инженерная деятельность
Как бургомистр Амстердама Худде предпринял значительные усилия для защиты города от наводнений и поддержания гигиены города, особенно в системе водоснабжения. Он приказал промывать городские каналы во время прилива и отводить загрязнённую воду в ямы за пределами города, не допуская её возвращения в каналы. Пивовары, систематически загрязнявшие воду в каналах, были строго наказаны. До наших дней «камнями Худде» (нидерл. Huddesteen) горожане называют маркерные камни, используемые для обозначения уровня летнего половодья в нескольких точках города. Позже идеи Худде легли в основу системы «Normaal Amsterdams Peil», ставшей в наши дни общеевропейской системой контроля уровня воды.
Худде также работал в области оптики, производил линзы для микроскопов и телескопов, по этому поводу он переписывался со Спинозой.